# ۱۹۶۵: نخستین ضبط‌شان (آهنگ)
۱۹۶۵: نخستین ضبط‌شان (به انگلیسی: 1965: Their First Recordings) یک آلبوم چندآهنگه از گروه موسیقی پینک فلوید است (که در آن زمان با نام تی ست شناخته می‌شد). این آلبوم حاوی آهنگ‌های ضبط شده در حوالی کریسمس 1964 توسط این گروه است. درام و گیتار همان موقع ضبط شد، در حالی که آواز و پیانو بعداً صدابرداری و ضبط شدند. این آلبوم به صورت پکی ویژه از دو دیسک وینیل۷، محدود به ۱۰۵۰ نسخه (۱۰۰۰ نسخه فروشی و ۵۰ نسخه تبلیغی) تنها در اتحادیه اروپا منتشر شد تا حق کپی رایت ضبط را گسترش دهد. این تنها آهنگ‌های رسمی منتشر شده توسط گیتاریست، باب کلوز و ژولیت گیل، نخستین همسر ریچارد رایت است. این نسخه شامل نخستین ضبط‌های پینک فلوید است که به صورت تجاری در دسترس است، با پنج آهنگ اصلی که توسط سید برت و راجر واترز نوشته شده و جلدی که توسط اسلیم هارپو طراحی شده‌است. آهنگهای این مجموعه بعدها در۱۹۶۵–۱۹۶۷ خیابان کمبریج از آلبوم در سالهای اولیه ۱۹۶۵–۱۹۷۲ قرار گرفتند.

## لیست آهنگ‌ها
تمام آوازها بر عهده سید برت بود، به جز «با من بیا سیدنی» که توسط سید برت، ژولیت گیل و راجر واترز خوانده شد. 
| شماره | نام                    | نویسنده(ها) | مدت  |
| ----- | ---------------------- | ----------- | ---- |
| ۱.    | «لوسی دست‌بردار»        | سید برت     | ۲:۵۳ |
| ۲.    | «دو برابر بو»          | برت         | ۳:۲۵ |
| ۳.    | «منو یادت باشه»        | برت         | ۲:۴۵ |
| ۴.    | «با من بیا سیدنی»      | راجر واترز  | ۳:۱۱ |
| ۵.    | «شبه پروانه»           | برت         | ۲:۵۹ |
| ۶.    | «من ملکه زنبورها هستم» | اسلیم هارپو | ۳:۰۷ |

## عوامل ساخت
پینک فلوید
- سید برت - خواننده اصلی، گیتار الکتریک
- باب کلوز - گیتار الکتریک
- نیک میسن - درامز
- راجر واترز - گیتار بیس، همخوان، خواننده «با من بیا سیدنی»
- ریچارد رایت - کیبورد (آهنگ‌های ۳–۶)

دیگر هنرمندان
- ژولیت گیل - خواننده قطعه «با من بیا سیدنی»

تولید
- اندی جکسون - مسترینگ
- ری ستون - مسترینگ